# Dasylistroscelis neivai
Dasylistroscelis neivai är en insektsart som beskrevs av Cândido Firmino de Mello-Leitão 1940. 
Dasylistroscelis neivai ingår i släktet Dasylistroscelis och familjen vårtbitare. Inga underarter finns listade i Catalogue of Life.